# Alectona jamaicensis
Alectona jamaicensis är en svampdjursart som beskrevs av Pang 1973. Alectona jamaicensis ingår i släktet Alectona och familjen Alectonidae.
Artens utbredningsområde är havet kring Jamaica. Inga underarter finns listade i Catalogue of Life.